# Aurelio Desdentado
Aurelio Desdentado Bonete (Elche, 29 de marzo de 1944 - Madrid, 19 de marzo de 2021) fue un juez español, miembro del Tribunal Supremo entre 1986 y 2014.

## Biografía
Desdentado nació en Elche, provincia de Alicante el 29 de marzo de 1944 y empezó su carrera como abogado laboralista en un prestigioso despacho de abogados, trabajando más adelante para la administración en el ámbito de la Seguridad Social, y actuando también como árbitro en disputas laborales.
El 6 de marzo de 1986 el Consejo General del Poder Judicial le nombró magistrado de la Sala Cuarta del Tribunal Supremo, cargo en el que estuvo hasta su jubilación en 2014. Para sucederle se nombró a Sempere Navarro.
Fue asimismo profesor de derecho del trabajo en la Universidad Autónoma de Madrid y en la Universidad Carlos III de Madrid.
Gozó de gran reputación en el área del derecho laboral, estableciendo doctrina con sus sentencias, especialmente durante los últimos años de la transición española a democracia y en asuntos como la creación de la figura del personal indefinido no fijo de la Administración Pública, las prestaciones de servicios a través de contratistas y subcontratistas, o el derecho a la huelga, entre otros.
Murió en Madrid el 19 de marzo de 2021 por COVID-19 durante la pandemia de COVID-19 en España a la edad de 76 años.

## Premios y reconocimientos
Ha recibido amplios reconocimientos, tanto por parte de las asociaciones de abogados laboralistas, como el premio ASNALA-Quantor Banesto al mejor laboralista del año 2010, como de las organizaciones sindicales y empresariales.
En el año 2013 le fue concedida la Gran Cruz de la Orden de San Raimundo de Peñafort.
En 2021 se editó una monografía dirigida por Yolanda Cano y Antonio V. Sempere, con la colaboración de 170 personas, en homenaje a Desdentado, bajo el título "La obra jurídica de Aurelio Desdentado Bonete".